# Церем
Це́рем — річка в Україні, в межах Звягельського району Житомирської області, ліва притока Случі (басейн Прип'яті).
Довжина 58 км, площа водозбірного басейну 611 км². Похил річки 0,8 м/км. Річкова долина рівнинна. Заплава широка, заболочена. Річище слабкозвивисте. Використовується на господарські потреби.
Бере початок на північ від села Глинянки. Тече спочатку на північний схід, далі на північ, потім на північний захід. Впадає до Случі на захід від села Курчиці.

## Притоки

### Ліві
- Церемський[1][2] — невеликий струмок. Впадає у Церем на північно-східній околиці села Велика Горбаша[3].
- Жолоб'янка,
- Втора;

### Праві
- Яструбенька[4][2] — невеликий струмок. Починається на північно-західній стороні від села Колодянки. Тече переважно на північний захід і у селі Велика Горбаша впадає у Церем[3].
- Борисівка — невеликий струмок[5][2]. Починається на південно-західній околиці села Орепи. Тече переважно на північний захід понад Тернівкою і у селі Гірки впадає у Церем[3].
- Трохівка[2][6] - невеликий струмок. Починається на північно-східній околиці села Маковиці. Тече переважно на північний захід через урочище Калинівку і впадає у Церем на південно-східній околиці Таращанки. Населені пункти вздовж берегової смуги: Городище.[3]
- Вербівка[2][7] - невеликий струмок. Починається на північно-східній стороні від села Маковиці. Тече переважно на північний захід і впадає у Церем у селі Таращанка (колишнє Велика Княжа-Зв'ягельська).[3]
- Кропивня,
- Лукавець,
- Зелюня.

## Галерея

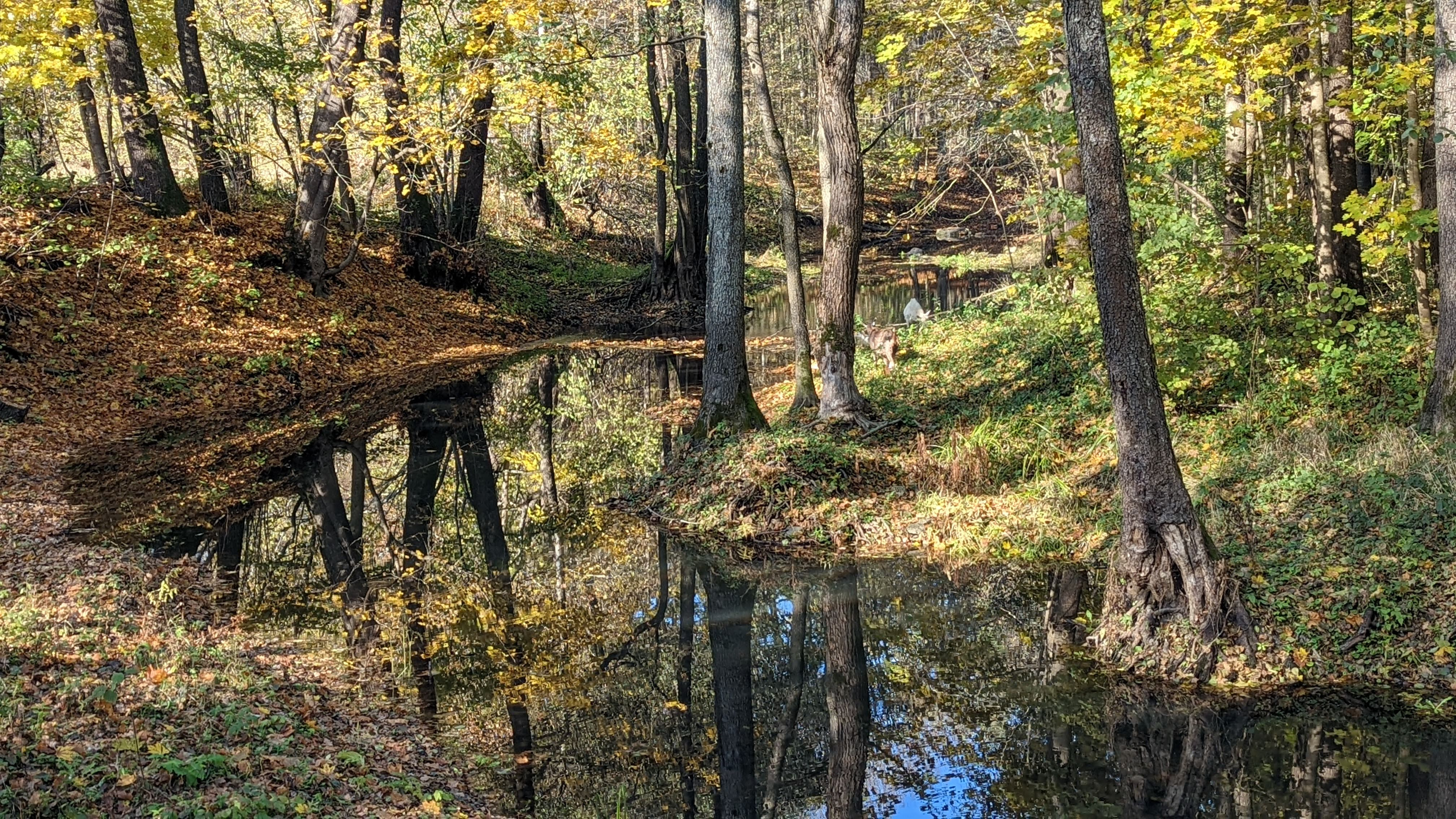
Береги річки Церем неподалік гирла
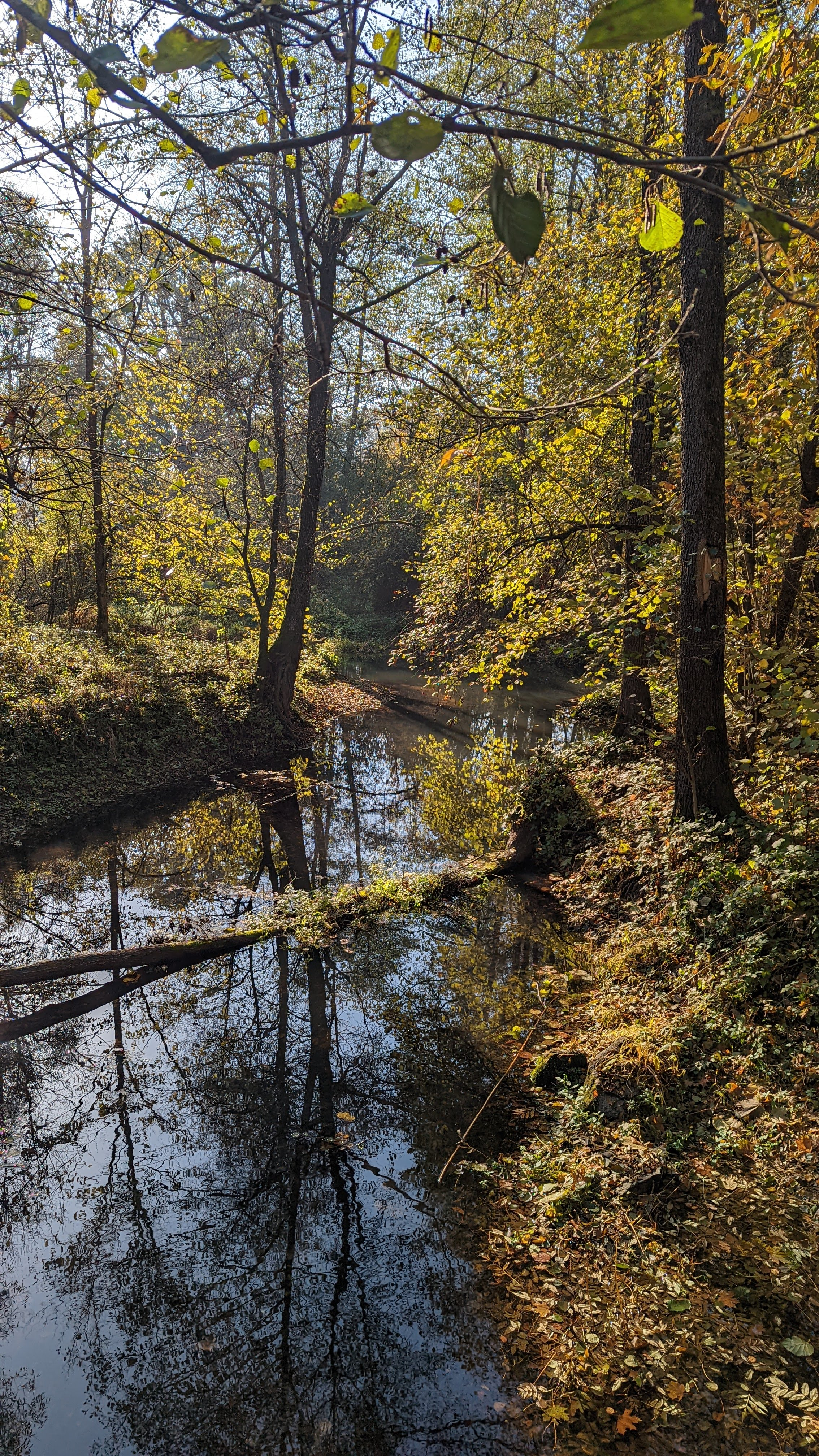
Береги річки Церем неподалік гирла
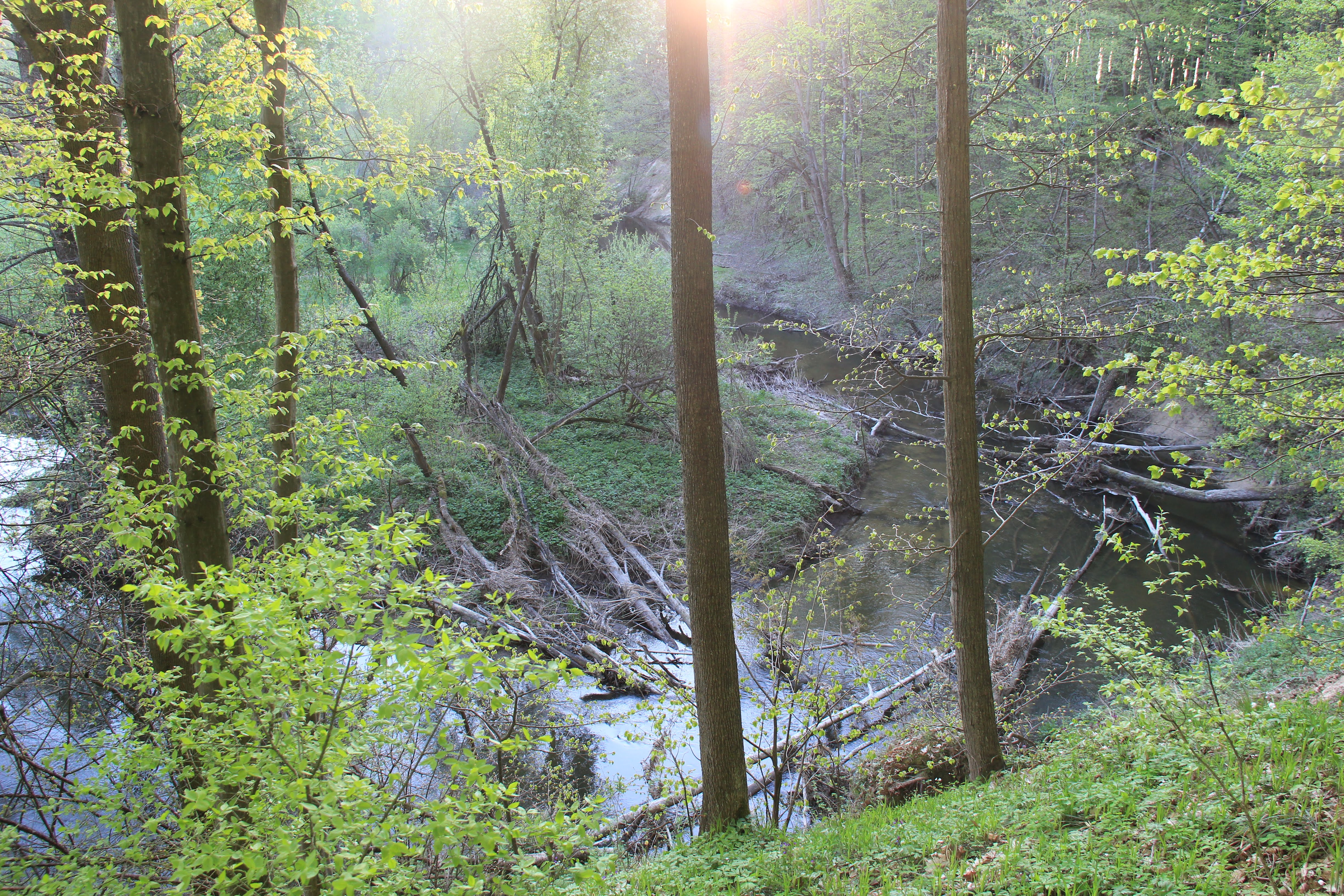
Річка Церем з висоти городища в селі Городище